# Лаухино (Становлянский район)
Лаухино — деревня в Становлянском районе Липецкой области. Входит в состав Грунино-Воргольского сельсовета.

## География
Деревня находится на расстоянии 12 км к северо-западу от села Становое, административного центра района. На территории деревни имеется пруд.

### Часовой пояс
Деревня Лаухино, как и вся Липецкая область, находится в часовой зоне МСК (московское время). Смещение применяемого времени относительно UTC составляет +3:00.

## Население
| 2010 |
| ---- |
| 9    |

## Улицы
В деревне имеется одна улица: Зелёная.